# Nella Mlsová
Nella Mlsová (* 24. února 1963 Hradec Králové) je česká literární historička a od roku 2024 děkanka Pedagogické fakulty Univerzity Hradec Králové. Zabývá se českou literaturou 1. poloviny 20. století, psychologickou prózou, obrazem Itálie v textech českých spisovatelů a italskou kulturou. V současnosti[kdy?] působí jako odborná asistentka na Univerzitě Hradec Králové.

## Život
V roce 1986 vystudovala obor Učitelství všeobecně vzdělávacích předmětů (český jazyk – dějepis) na Filozofické fakultě Univerzity Karlovy v Praze. Ve stejném roce se stala odbornou pracovnicí oddělení pro vědeckovýzkumnou činnost a zahraničních styků na Pedagogické fakultě v Hradci Králové, tuto funkci zastávala do roku 1988. V roce 1987 získala titul PhDr. na Filozofické fakultě Univerzity Karlovy v Praze. Od roku 1989 působila jako asistentka na Katedře Českého jazyka a literatury Pedagogické fakulty Vysoké školy pedagogické v Hradci Králové. Později byla jmenována odbornou asistentkou. Funkci odborné asistentky zastává na Univerzitě Hradec Králové dodnes. V roce 2004 získala titul Ph.D. Ve spolupráci s Českým rozhlasem Vltava spolu se svým otcem doc. PhDr. Janem Dvořákem zdramatizovala hned několik literárních textů kupříkladu díla Ignáta Herrmanna, Josefa Šíra, Jaroslava Havlíčka, Josefa Matějky, Františka Xavera Svobody, Karla Kamínka, Jaromíra Johna a dalších. Je členkou Literárněvědné společnosti a celonárodního výboru Společnosti přátel Itálie. Podílí se na projektu Literární dílny, který organizuje Studijní a vědecká knihovna Hradce Králové.
Dne 13. března 2024 byla zvolena kandidátkou na funkci děkanky Pedagogické fakulty Univerzity Hradec Králové.

## Dílo
- MLSOVÁ, Nella. Byli a jsou: (komentovaná antologie české poezie a prózy 90. let 19. století a první poloviny 20. století). 1. vyd. Hradec Králové: Gaudeamus, 1997. 383 s. ISBN 80-7041-158-9.
- MLSOVÁ, Nella. Člověk na rozhraní: (příspěvek k interpretaci prozaického díla Jaroslava Havlíčka). 1. vyd. Hradec Králové: Gaudeamus, 2005. 204 s. ISBN 80-7041-175-9.
- HAVLÍČKOVÁ, Marie; MLSOVÁ, Nella; TAUDYOVÁ, Hana. Jaroslav Havlíček: neklidné srdce: vzpomínky, reflexe, literární místopis, korespondence. 1. vyd. Liberec: Odkazy, 2003. 143 s. ISBN 80-86807-27-4.
- MLSOVÁ, Nella. I já jsem byl v Itálii: obraz Itálie ve vybraných textech českých autorů. 1. vyd. Praha: Akropolis, 2009. 326 s. ISBN 978-80-86903-96-5.
- MLSOVÁ, Nella. Sbohem, condottiere!: deník cesty Simonetty Buonaccini. 1. vyd. Liberec: Bor, 2014. 245 s. (Jazyky a texty). ISBN 978-80-87607-40-4.
- MLSOVÁ, Nella. Do Itálie!?: k české cestopisné reprezentaci Itálie mezi válkami. 1. vyd. Liberec: Bor, 2015. 133 s. ISBN 978-80-87607-53-4.